# Ahlbeck Ostseetherme
Ahlbeck Ostseetherme – stacja kolejowa na linii UBB w Seebad Ahlbeck w Meklemburgii-Pomorzu Przednim w Niemczech. Znajduje się bezpośrednio przy termach. Linia zarządzana jest przez Usedomer Bäderbahn.

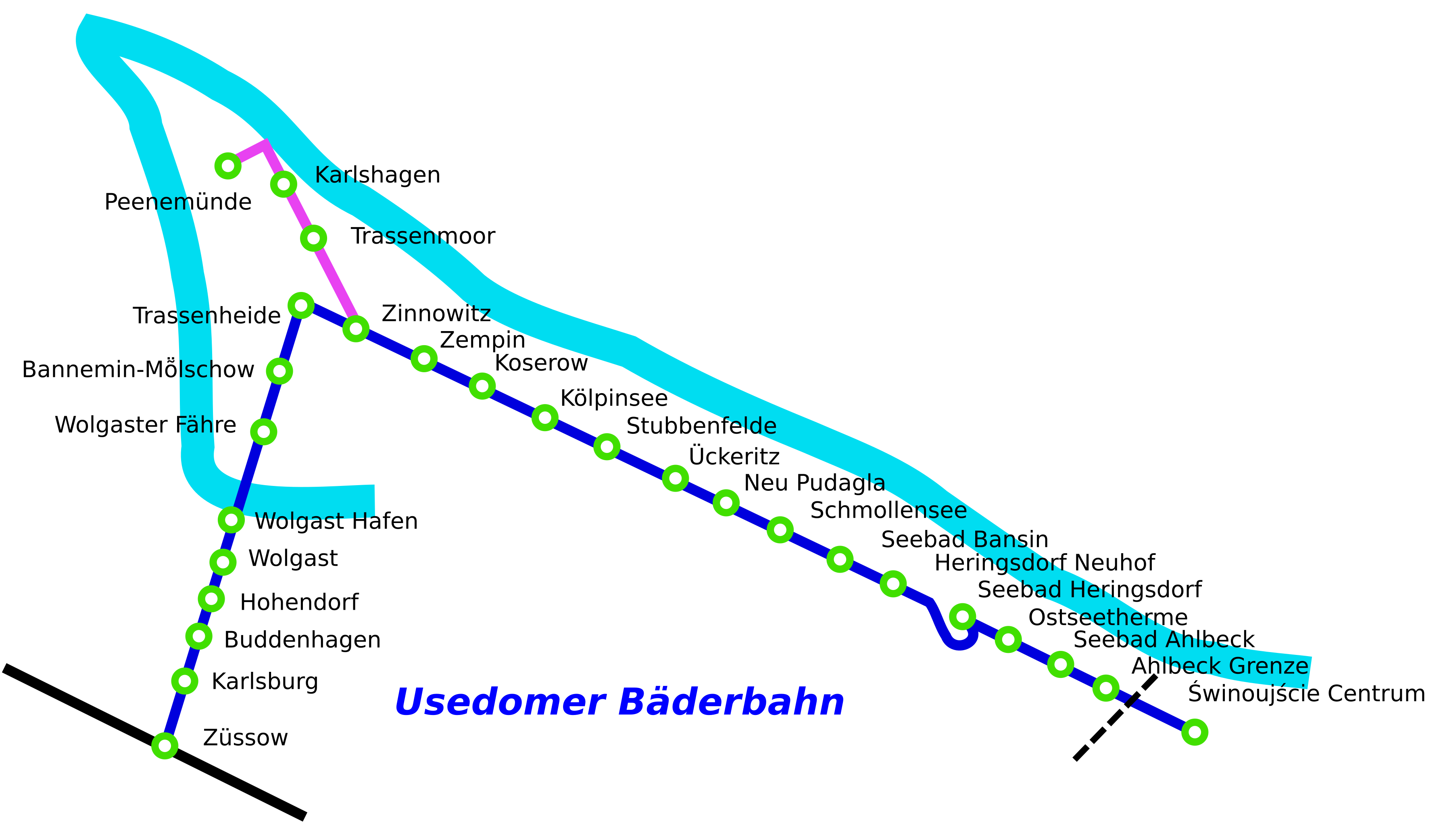
Kolej UBB na wyspie Uznam